# Dieuwertje van Kalken
Dieuwertje van Kalken is een Nederlands marathonschaatsster en langebaanschaatsster.
In 2018 werd Van Kalken Nederlands kampioen marathonschaatsen bij de junioren A.
In 2019 en 2020 nam ze deel aan de NK Afstanden op het onderdeel massastart.

## Records

### Persoonlijke records[5]
| Afstand    | Tijd    | Datum            | Baan       |
| ---------- | ------- | ---------------- | ---------- |
| 500 meter  | 43,40   | 12 december 2015 | Alkmaar    |
| 1000 meter | 1.27,06 | 2 november 2014  | Hoorn      |
| 1500 meter | 2.04,85 | 5 oktober 2019   | Heerenveen |
| 3000 meter | 2.04,85 | 31 oktober 2018  | Heerenveen |
| 5000 meter | 4.23,98 | 4 december 2016  | Enschede   |